# 2829 Bobhope
2829 Bobhope је астероид главног астероидног појаса. Приближан пречник астероида је 38,25 ,
а средња удаљеност астероида од Сунца износи 3,083 астрономских јединица (АЈ).
Инклинација (нагиб) орбите у односу на раван еклиптике је 14,332 степени, а орбитални период износи 1978,181 дана (5,415 година). Ексцентрицитет орбите астероида износи 0,192.
Апсолутна магнитуда астероида износи 10,30 а геометријски албедо 0,091.
Астероид је откривен 9. августа 1948. године.